# Aminata Touré (femme politique guinéenne)
Pour les articles homonymes, voir Aminata Touré et Touré.
Aminata Touré (), née le 12 décembre 1952 à Conakry et morte le 12 janvier 2022 à Rabat (Maroc), est une femme politique guinéenne. 
Maire de Kaloum, elle est la seule femme maire d'une des cinq communes de la zone de Conakry en 2017.

## Biographie
Aminata Touré est la fille aînée du président Ahmed Sékou Touré. Elle épouse en 1974 le joueur de football Maxime Camara.

### Formation
Fille d'homme d'État, Aminata Touré passe sa scolarité à Conakry (où son père est président de la république), avec son frère Mohamed Touré (d). À la mort de son père, elle décide de s'installer au Maroc après le coup d’État militaire de 1984, en tant qu'entrepreneur en communication. Par la suite, elle reviendra en Guinée, cette fois-ci dans la construction. Puis, à l’approche des élections communales de 2018, elle se lance en politique sous les couleurs de Kaloum Yigui (d).

### Carrière

#### Débuts politiques
Militante depuis l'époque de son père au parti unique d'alors, le PDG, elle s’éloigne de la vie politique pendant son exil. Revenue en Guinée en tant que chef d'entreprise dans la construction, elle crée Kaloum Yigui (d) en tant que candidate indépendante.
Après sa victoire à la tête de Kaloum dans la seule circonscription où elle s’était présentée, elle reconnaît être du PDG pour toujours.

#### Maire
Elle est candidate indépendante de Kaloum Yigui (d) à l'élection communale 4 février 2018 qu'elle remporte avec 29 voix sur les 29 conseillers de la commune de Kaloum,. Le gouverneur de la ville de Conakry, Mathurin Bangoura (d), a lancé un vaste programme d'assainissement. Selon la femme syli, l’implication de la population à la base est inéluctable en gérant la pré-collecte des ordures pour réussir le projet.
La victoire d'Aminata est qualifiée d’échec pour le parti au pouvoir, le RPG, vu l'importance stratégique de la commune de Kaloum qui abrite la présidence de la République et toute l’administration.

#### Engagement humanitaire
Aminata Touré, juriste de formation, s'engage pour le droit des enfants. Elle a travaillé au tribunal pour enfants et dirigé le tribunal domanial de Mafanco.

#### Relations avec son père
Aminata Touré laisse entendre que,« le président Ahmed Sékou Touré était le père de toute la jeunesse guinéenne. C’est vrai que nous sommes ses enfants mais il considérait toute la jeunesse guinéenne comme ses enfants. Donc, la priorité, ce n’était pas nous, mais la priorité, c’était tous les jeunes de Guinée. C’était un père affable, un père compréhensif qui était à l’écoute de ses enfants et qui était comme d’habitude à l’écoute de tout le monde ».

### Relation avec la France
Aminata Touré donne son point de vue sur les agissements de la France lors de l’indépendance de la Guinée et estime que la France devrait présenter des excuses à la Guinée.

### Mort
Le 12 janvier 2022, Aminata Touré meurt à la suite d’une longue maladie au Maroc.